# 三鬼陽之助
三鬼 陽之助（みき ようのすけ、1907年8月3日 - 2002年10月5日）は、日本の経済評論家。財界のご意見番と称された。

## 来歴・人物
三重県尾鷲市に生まれる。1931年、法政大学法学部に在籍し、法政大学弁論部の一員として活動。大学を卒業後は、ダイヤモンド社入社。経済記者となる。その後、1944年に東洋経済新報社、『投資経済』編集長などを経て、1953年に財界研究所を設立し、社長に就任。雑誌『財界』を創刊し、戦後の経済復興に取り組む企業経営者を取り上げた。永野重雄（元日本商工会議所会頭）・小林中（元日本開発銀行総裁）・桜田武（元日経連会長）・水野成夫（元産経新聞社長）の4人を「財界四天王」と命名した。
著書は『東芝の悲劇』『日産の挑戦』『毛沢東語録入門』など101冊に上り、「財界のご意見番」とも呼ばれた。著書は企業内の抗争を解き明かしたものが多く、多くの読者を獲得した。また「経営トップは常に現場に立って」と説き、自らの会社評論・経済評論でも、この現場主義を貫き通した。
回想評伝に、佐藤正忠『三鬼陽之助　筆者だけが知る「財界指南役」の実像』（経済界、2003年）がある。

## 著書
- 会社と経営者 投資経済社 1936
- 財界夜明け前 東西出版社 1947
- 財界夜話 新榮出版社, 1949.1
- 財界新人物論 新榮出版社, 1949.4
- 財界巷談 ファー・イースト社, 1952
- 億万長者 日本出版協同, 1953
- 兜町 要書房, 1953
- 財界新山脈 駿河台書房, 1953
- 金融 要書房, 1953
- 財界 要書房, 1954
- 五島慶太伝 東洋書館, 1954 （日本財界人物伝全集 第15巻）
- 財界人夜話 登場人物二〇〇名 産業経済新聞社 1956 （サンケイ新書）
- 三鬼陽之助選集 全4巻 財界研究所 1957
- 新財界夜話 春陽堂書店, 1957
- 政界金づる物語 実業之日本社, 1959
- 抜討ち財界 財界研究所, 1959
- 億万長者への道 圭文館, 1961
- 財界首脳部 日本経済を動かすもの 文藝春秋新社, 1962
- 会社首脳部 現代日本の経営者たち 文藝春秋新社, 1963
- 資本主義のために  文藝春秋新社 1963 （ポケット文春）
- 日本を動かすトップ会社 三鬼ドクトルの企業診断 読売新聞社 1964 （サラリーマン・ブックス）
- 事業経営の鬼たち 財界人・この一番 サンケイ新聞出版局 1964. -- （ヒット・ブックス）
- 悲劇の経営者 資本主義に敗北した男の物語 光文社 1964 （カッパ・ビジネス）
- 企業戦争 経営者の戦国時代  読売新聞社 1964 （サラリーマン・ブックス）
- 経営者のために  文藝春秋新社 1964 （ポケット文春）
- 社長への直訴状 社員・株主にかわりて、回答を求む 光文社 1964 （カッパ・ビジネス）
- 日本の銀行家 あなたのお金を預かる者の正体 光文社, 1965 （カッパ・ビジネス）
- 社長のサラリーマン時代 人生の勝負は紙一重 秋田書店 1965 （サンデー新書）
- 経営者の闘魂  秋田書店 1965  （サンデー新書）
- 激動期の経営者  雪華社 1965
- 東芝の悲劇 あなたの会社も例外ではない 光文社 1966 （カッパ・ビジネス）
- 現代の労働者  文藝春秋 1966 （ポケット文春）
- 企業は戦争なり  秋田書店 1966 （サンデー新書）
- HONDA商法 企業における"情無用"の研究 光文社 1966. -- （カッパ・ビジネス）
- 三菱紳士 寄らば大樹の蔭なのか 光文社 1966 （カッパビジネス）
- 次の社長は誰だ 企業100社の内幕 秋田書店, 1966. -- （サンデー新書）
- 石坂泰三 昭和の渋沢栄一となるか  日本経営出版会, 1967
- 慶應義塾 その退潮も,時の流れか  光文社 1967 （カッパ・ビジネス）
- これが経営者か 社長の出所進退 徳間書店, 1967
- 日産の挑戦 はたしてトヨタを追い越せるのか 光文社 1967 （カッパビジネス）
- 夜の財界首脳部  徳間書房, 1967
- 財界無血革命  転機に立つ経営者の明暗 徳間書店, 1968
- 経済事件の主役たち 激流四十年 正続 サンケイ新聞社出版局, 1968
- 決断力 迷ったとき、経営者はどうしたか 光文社 1968 （カッパ・ビジネス）
- 戦前派社長は引退せよ 70年代に勝つ経営者 徳間書店, 1969 （トクマビジネス）
- 経営者チェック集 事件に学ぶ繁栄のポイント 徳間書店 1969 （トクマ・ビジネス）
- ビジネスマン人国記 日本の一流経営者 講談社 1969
- 勝ち残る経営 伸びる会社はここが違う 徳間書店 1969 （トクマビジネス）
- 合併戦争  サンケイ新聞社出版局, 1969
- サラリーマンタブー集 その言動が、昇進を阻んでいる 光文社 1969 （カッパ・ビジネス）
- 女房タブー集 亭主をなんだと思っているのか? 光文社 1969 （カッパビジネス）
- 勝機をつかむ 見えないチャンスをどう見抜くか 徳間書店 1970 （トクマビジネス）
- 情報力 経営者はいかに集め活用したか 徳間書店 1970 （トクマビジネス）
- 政治力 実力プラス・アルファの秘密 光文社 1970 （カッパ・ビジネス）
- 揺れる財界  秋田書店 1971 （サンデー新書）
- 後継者 経営における出処進退の研究 光文社 1971 （カッパビジネス）
- 三鬼陽之助の危ない会社 あなたのところは大丈夫か サンケイ新聞社出版局 1971
- 毛沢東語録入門 あなたの会社を救う革命的経営戦略 サンケイ新聞出版局 1972
- 経営者五十戒 前者の轍を踏まないために サンケイ新聞社 1972
- 事件を斬る 経営者への提言 日刊工業新聞社, 1972
- 社長よ、裏切るな! 社員・株主・消費者があなたを見ている サンケイ新聞社 1973
- 社長よ驕るなかれ  講談社, 1973
- 同族の悲劇 あなたの会社に、この危険はないか 光文社 1973 （カッパビジネス）
- ある経営者の生涯 昭和電工に殉じた安西正夫 サンケイ新聞社 1973 （サンケイドラマブックス）
- 社長の受難時代 この危機を乗り切る経営者の条件 サンケイ新聞社 1974 （サンケイビジネス）
- 三鬼陽之助人物論選集 講談社, 1974
- 麦酒戦争 "老舗"転落す サンケイ新聞社 1974 （サンケイビジネス）
- 若い社員諸君へ やる気が出て実力がつく25訓 講談社 1974
- 献金金脈  講談社, 1975
- 三木武夫 交友50年の素顔 サンケイ新聞社 1975
- 喧嘩のしかた 準備・実行・後始末 光文社 1975 （カッパ・ビジネス）
- 経営者の戦争 この事件は何を教えるか KKベストセラーズ 1976 （ワニの本 ベストセラーシリーズ）
- 経営者の条件 トップに立つ心得81カ条 PHP研究所, 1976
- 人事異動の論理 あいつだけが、なぜ出世する  光文社, 1976 （カッパビジネス）
- 三鬼戦法 忍耐・反抗・決断の勇気 ベストセラーズ, 1977.3 （ワニの本）
- 社長が自殺を考える時 おたくの社長は大丈夫か? 徳間書店 1977.7
- 三鬼社長学 全5巻  サンケイ出版, 1977
- 生き残るサラリーマンの条件  東洋経済新報社, 1979.9
- 信賞必罰の論理 生かされた男・殺された男 光文社 1982.6. -- （カッパ・ビジネス）
- 社長よ命を賭けろ  講談社 1983.8
- 財界四天王の遺訓  東洋経済新報社, 1985.10
- 成功する経営・失敗する経営  PHP研究所, 1986.6
- 私の財界昭和史  東洋経済新報社, 1987.2
- この財界事件は何を教えているか 混迷時代に勝ち残るために 第一企画出版, 1987.9
- 闘魂の経営者  第一企画出版, 1988.9
- 決断と活路 経営者に学ぶ  学習研究社, 1989.12
- 先輩経営者の闘魂訓 覇者に興亡ありて  広済堂出版, 1990.9
- 本田宗一郎が教えたこと 21世紀のリーダーたちへ 第一企画出版, 1992.8
- 混乱時代の経営者の活路  講談社, 1993.10
- 難局を処する 非常時経営の覚悟 東洋経済新報社, 1995.11